# Enacrosoma anomalum
Enacrosoma anomalum là một loài nhện trong họ Araneidae.
Loài này thuộc chi Enacrosoma. Enacrosoma anomalum được Władysław Taczanowski miêu tả năm 1873.